# Баду Джек
Баду Джек (швед. Badou Jack; 31 жовтня 1983, Стокгольм) — шведський професійний боксер шведсько-гамбійського походження, чемпіон світу за версією WBC (2015 — 2017) у другій середній вазі, за версією WBA (Regular) (2017) у напівважкій вазі і за версією WBC (2023, 2024–т.ч.) у першій важкій вазі.

## Аматорська кар'єра
Баду Джек народився у Стокгольмі у матері-шведки і батька-гамбійця. З 18 років почав займатися боксом. Був чемпіоном Швеції. На чемпіонаті Європи 2006 в категорії до 75 кг програв у першому бою Олександру Усику. На чемпіонаті світу 2007 в категорії до 81 кг програв у першому бою Рамадану Яссеру (Єгипет).
Коли перед Олімпійськими іграми 2008 Шведська боксерська федерація віддала в заявці перевагу Наїму Тербунжі, Баду Джек кваліфікувався на Олімпіаду під прапором країни батька Гамбії. На церемонії відкриття Олімпіади Баду Джек був прапороносцем олімпійської команди Гамбії. У змаганнях програв у першому бою Віджендеру Сінґху (Індія) — 2-13.

## Професіональна кар'єра
Після Олімпійських ігор Баду Джек перейшов до професійного боксу, а 2010 року переїхав до США. Маючи рекорд 11-0, 2012 року Джек був помічений Флойдом Мейвезером і взятий на контракт його кампанією Mayweather Promotions.
28 лютого 2014 року у вісімнадцятому бою Джек вперше програв нокаутом у першому раунді Дереку Едвардсу. Цей бій був кандидатом на звання «Апсет року».
24 квітня 2015 року Баду Джек вийшов на бій проти непереможного чемпіона світу за версією WBC у другій середній вазі Ентоні Діррелла (США), який обрав шведського боксера для добровільного захисту, не сумніваючись у перемозі. Але бій закінчився впевненою перемогою Джека рішенням більшості суддів — 116–112, 115–113 и 114–114.
Провівши два вдалих захиста титулу проти Джорджа Гровса (Велика Британія) та Лучіана Буте (Румунія), 14 січня 2017 року Баду Джек вийшов на об'єднавчий бій за титули IBF і WBC у другій середній вазі проти Джеймса Дегейла (Велика Британія). Поєдинок, в якому обидва боксери по разу побували в нокдауні, закінчився нічиєю. Кожен з бійців вважав, що на перемогу заслуговував саме він.
Того ж року Баду Джек відмовився від титулу чемпіона WBC у другій середній вазі і, перейшовши до напівважкої категорії, 26 серпня 2017 року переміг технічним нокаутом Натана Клеверлі (Уельс) і завоював звання чемпіона WBA (Regular).
19 травня 2018 року Джек зустрівся в бою з чемпіоном світу за версією WBC Адонісом Стівенсоном (Канада). Поєдинок завершився нічиєю, і чемпіон зберіг своє звання.
Ще двічі у 2019 році Джек виходив у титульних боях, програвши спочатку Маркусу Брауну (США) бій за вакантні титули «тимчасового» чемпіона WBA і WBC Silver, а потім — Жану Паскалю (Канада) за титули WBA (Regular) і WBC Silver. Досить довго йшли розмови про реванш між Джеком і Паскалем, але він так і не відбувся.
Здобувши п'ять перемог поспіль, 26 лютого 2023 року Джек вийшов на бій проти чемпіона світу WBC у першій важкій вазі Ілунги Макабу (Конго). Шведському боксеру вдалося надіслати чемпіона в нокдаун у четвертому і одинадцятому раундах, а на початку дванадцятого затиснути біля канатів і продовжувати завдавати ударів, поки рефері не зупинив бій, зафіксувавши технічний нокаут. Баду Джек став чемпіоном у третій ваговій категорії і, до того ж, найстаршою людиною, котра здобувала титул чемпіона світу у першій важкій вазі.
У вересні 2023 року відмовився від титулу чемпіона світу WBC у першій важкій вазі, плануючи вийти на бій за титул чемпіона світу WBC у бріджервейті, але такий бій не відбувся, тож у грудні 2024 року був відновлений у статусі чемпіона WBC у першій важкій вазі.
3 травня 2025 року зустрівся в бою з Ноелем Ґевором і здобув перемогу рішенням більшості суддів.